# Code pénal
Code pénal (frz.; ‚Strafgesetzbuch‘) ist seit 1791 der Name des französischen Strafgesetzbuchs (dt. Abk.: fStGB oder StGB-F) und damit die Kodifizierung des Strafrechts Frankreichs. Der heutige code pénal (auch nouveau code pénal) trat am 1. März 1994 in Kraft und löste damals seinen noch auf Napoleon zurückgehenden Vorgänger aus dem Jahr 1810 ab. Das Gesetzeswerk regelt sowohl die Straftatbestände wie auch die zu verhängenden Strafen und ist Bestandteil der Cinq codes.
Das im Napoleonischen Kaiserreich entstandene Strafgesetzbuch von 1810, welches auf Französisch code pénal impérial oder auch code pénal de 1810 genannt wird, war Nachfolger des code des délits et des peines von 1795, welcher selbst wiederum den code pénal de 1791, das erste französische Strafgesetzbuch, abgelöst hatte. 
Der code pénal de 1810 war ein stark repressiv ausgerichtetes Gesetzeswerk, dessen Hauptziel der „Einschüchterung“ (frz. intimidation) galt. Gemäß Art. 415 des Code bestanden grundsätzliche Koalitionsverbote, auch die Arbeiterschaft durfte sich nicht zusammenschließen. Mit Art. 291 unterwarf das Gesetzbuch die Begründung von Vereinigungen mit mehr als zwanzig Mitgliedern einer Genehmigungspflicht durch die Verwaltung, widrigenfalls sie unter Strafe aufzulösen war. Mit Einzelgesetzen wurde zunehmend versucht, Ausnahmetatbestände zu schaffen. Im darauffolgenden Jahrhundert bemühte man sich, Härten abzumildern; dazu gehörten unter anderem auch die Einführung eines Sonderstrafrechts für Jugendliche (1945) und die Abschaffung der Todesstrafe (1981). 
Alle Versionen in der Zusammenschau gelten als das erste aufgeklärte und rechtsstaatliche Strafgesetzbuch in Europa.

## Aufbau
Das französische Strafgesetzbuch (Le nouveau code pénal) vom 1. März 1994:
- 1. Buch: Allgemeine Bestimmungen (Dispositions Générales)
- 2. Buch: Verbrechen und Vergehen gegen Personen (Crimes et délits contre les personnes)
- 3. Buch: Verbrechen und Vergehen gegen das Vermögen (Crimes et délits contre les biens)
- 4. Buch: Staatsdelikte (Crimes et délits contre la nation, l'État et la paix publique)
- 5. Buch: Sonstige Verbrechen und Vergehen (Autres crimes et délits)
- 6. Buch: Ordnungswidrigkeiten (Contraventions)
- 7. Buch: Bestimmungen für DOM-TOM (Dispositions applicables dans les territoires d'outre-mer, en Nouvelle-Calédonie et à Mayotte)

Eine Besonderheit im Verhältnis zu anderen Ländern ist, dass die Tatbestände stets nur die Höchststrafen nennen. Die Mindeststrafen ergeben sich aus den allgemeinen Bestimmungen der Artikel 132-17, 132-18 und 132-19.